# Hosszúpereszteg
Hosszúpereszteg ist eine ungarische Gemeinde im Kreis Sárvár im Komitat Vas in Westtransdanubien. Sie liegt 18,5 Kilometer südöstlich der Kreisstadt Sárvár, an dem Fluss Kodó-patak. Die Grenze zu Österreich verläuft 40 Kilometer entfernt westlich.

## Sehenswürdigkeiten
- Marienstatue Patrona Hungariae aus dem Jahr 1909
- Römisch-katholische Kirche Szent István király, erbaut 1758
- Petőfi-Park
- Wandkeramik (am Kulturhaus), erschaffen 1971 von Éva Kumpost

## Verkehr
Durch Hosszúpereszteg verläuft die Hauptstraße Nr. 8 von Székesfehérvár nach Szentgotthárd. Der nächste Bahnhof befindet sich gut zehn Kilometer östlich in Jánosháza.